# Babin zub
Le Babin zub (en français : « dent de grand-mère », en serbe : Бабин зуб) est un sommet dans le massif de montagne Stara Planina, dans le sud-est de la Serbie. Le sommet culmine à une altitude de 1 780 m.
Le Babin zub a la particularité d'avoir une forme verticale, similaire à la forme d'une dent ; ce qui explique son nom.
Une petite station de sports d'hiver a été développée sur les pentes de la montagne. Un télésiège moderne a été construit en 2006. Un projet ambitieux de développement du domaine skiable existe, une estimation de près de 250 millions d'euros étant nécessaire pour mener à bien ce projet d'ici 2015.